# Starr Struck: Best of Ringo Starr, Vol. 2
Albums de Ringo Starr
Old Wave
(1983) Ringo Starr and His All-Starr Band
(1990)
Starr Struck est la deuxième compilation de la carrière solo de Richard Starkey alias Ringo Starr. Elle couvre une large période de plus de 10 ans depuis Ringo's Rotogravure jusqu'à Old Wave. Il s'agit, pour l'ancien batteur des Beatles, d'une période de vaches maigres : albums délaissés par le public, problèmes d'alcoolisme, contentieux matrimoniaux...[réf. nécessaire]

## Liste des pistes et album d'origine
1. Wack my Brain (Stop and Smell the Roses)
2. In My Car (Old Wave)
3. Cookin' (In the Kitchen of Love) (Ringo's Rotogravure)
4. I Keep Forgettin' (Old Wave)
5. Hard Times (Bad Boy)
6. Hey Baby! (Ringo's Rotogravure)
7. Attention (Stop And Smell the Roses)
8. A Dose of Rock'n'Roll (Ringo's Rotogravure)
9. Who Needs a Heart (Bad Boy)
10. Private Property (Stop And Smell the Roses)
11. Can't She Do It Like She Dances (Ringo the 4th)
12. Heart on my Sleeve (Bad Boy)
13. Sure to Fall (in Love with You) (Stop And Smell the Roses)
14. Hopeless (Old Wave)
15. You Belong to Me (Stop And Smell the Roses)
16. She's About a Mover (Old Wave)